# Pemphigus longicornus
Pemphigus longicornus är en insektsart som beskrevs av Linda Resnick Maxson 1923. Pemphigus longicornus ingår i släktet Pemphigus och familjen långrörsbladlöss. Inga underarter finns listade i Catalogue of Life.